# Credo, ut intelligam
 Credo, ut intelligam лат. (изговор: кредо, ут интелигам). Вјерујем да бих спознао.(Анселмо Кентерберијски) Она изражава методолошки принцип мишљења у средњем веку, који је поставио већ Августин као основни захтев у истраживању теолошких догми (crede, ut intelligas — „веруј да би разумео“). Саму формулацију дао је Анселмо Кентерберијски (1033—1109) у дјелу „Proslogion“:
Не тражим спознају да бих веровао, него верујем да бих спознао (Neque enim quaero intelligere, ut credam, sed credo, ut intelligam).

## Поријекло изреке
Изрекао Анселмо Кентерберијски, италијански средњовековни филозоф, теолог и надбискуп од Кентерберија, један од оснивача схоластичке  филозофије,   живио у смјени XI у XII вијек нове ере.

## Тумачење
Вјера је пут до спознаје.